# 木庵性瑫
木庵性瑫（1611年3月16日—1684年3月6日），明末福建省泉州府晋江縣人，俗姓吳，字性瑫，號木庵，江戶時代東渡日本的臨濟宗黄檗宗僧人。諡號慧明国師。

## 生平
十三歲開始篤信佛法，時時在泉州開元寺的塔下禮佛打坐，十六歲進入開元寺的印明禪師門下，印明認為其年輕，稱之優婆塞，讓他帶髮修行，希望其考慮清楚才出家。
十九歲剃髮為沙彌，二十歲謁碧芝樵雲，受十戒，入大藏經庫房誦經。二十一歲謁修雅法師，聽《金剛經》、《法華經》、《彌陀經》。
二十四歲，由鼓山永覺授比丘戒。
二十五歲，任開元寺監院。
二十六歲以後遍訪名山，謁雪關禪師、龍居古德、龍樹雪松、天童密雲、真寂永覺、費隱通容等禪師。
三十歲返鄉照顧祖母，後回到泉州開元寺，不久，又到漳州謁亙信和尚。
三十三歲再往拜費隱通容，費隱通容介紹性瑫給上座隱元隆琦，性瑫拜隱元隆琦為師。
三十六歲回泉州開元寺，閉關修道。
三十八歲時到福清縣黃檗山萬福寺謁見隱元，隱元留他於萬福寺，並命其為萬福寺上座。隨後，追隨隱元隆琦到日本弘法。
四十一歲時，隱元隆琦授予其袈裟，稱嫡傳弟子。
日本寬文四年（1664年），隱元禪師禪讓方丈之位予性瑫。